# Aaron von Auxerre
Aaron von Auxerre († um 813 in Auxerre in Frankreich) ist ein katholischer Seliger. Von etwa 800 bis 813 amtierte er als Bischof von Auxerre.
Über Aarons Leben vor seinem Episkopat ist nichts bekannt. Während seiner 13 Jahre währenden Amtszeit als Bischof begleitete er im Jahr 800 Kaiser Karl den Großen nach Rom und erhielt von diesem die Abtei Saint-Marien d’Auxerre übertragen. Über dem Hauptaltar seiner Kathedralkirche ließ er ein silber- und goldverziertes Ziborium errichten.
Nach seinem Tod wurde sein Leichnam unweit des Sarges seines Vorgängers Maurin in der Kirche Saint-Gervais zu Auxerre bestattet.
Sein katholischer Gedenktag ist der 27. Oktober. 